# Tarsomys apoensis
Il ratto dai piedi lunghi (Tarsomys apoensis  Mearns, 1905) è un roditore della famiglia dei Muridi endemico dell'isola di Mindanao, nelle Filippine.

## Descrizione
Roditore di piccole dimensioni, con la lunghezza della testa e del corpo tra 136 e 156 mm, la lunghezza della coda tra 116 e 138 mm, la lunghezza del piede tra 31 e 34 mm, la lunghezza delle orecchie tra 21 e 22 mm e un peso fino a 72 g.

La pelliccia è ruvida, più lunga verso la coda. Le parti superiori sono color ardesia-brunastro, con le punte dei peli bruno-giallastre. Il muso è nerastro. Le parti ventrali sono brizzolate. La coda è interamente marrone scura. I piedi sono coperti dorsalmente di peli bruno-grigiastri. Le orecchie sono marrone scuro, ricoperte di peli nerastri; le vibrisse sono nerastre.

## Biologia

### Comportamento
È una specie terricola, attiva sia di giorno che di notte.

### Alimentazione
Si nutre di vermi, artropodi e alcune piante vegetali.

### Riproduzione
Sono state osservate femmine con 4 embrioni.

## Distribuzione e habitat
Questa specie è endemica delle zone montane dell'isola di Mindanao, nelle Filippine.
Vive nelle foreste montane e nelle foreste muschiose tra 1.550 e 2.400 metri di altitudine.

## Conservazione
La IUCN Red List, considerata la popolazione numerosa e comune negli habitat di alta montagna, classifica T.apoensis come specie a rischio minimo (Least Concern).